# Tufový prstenec

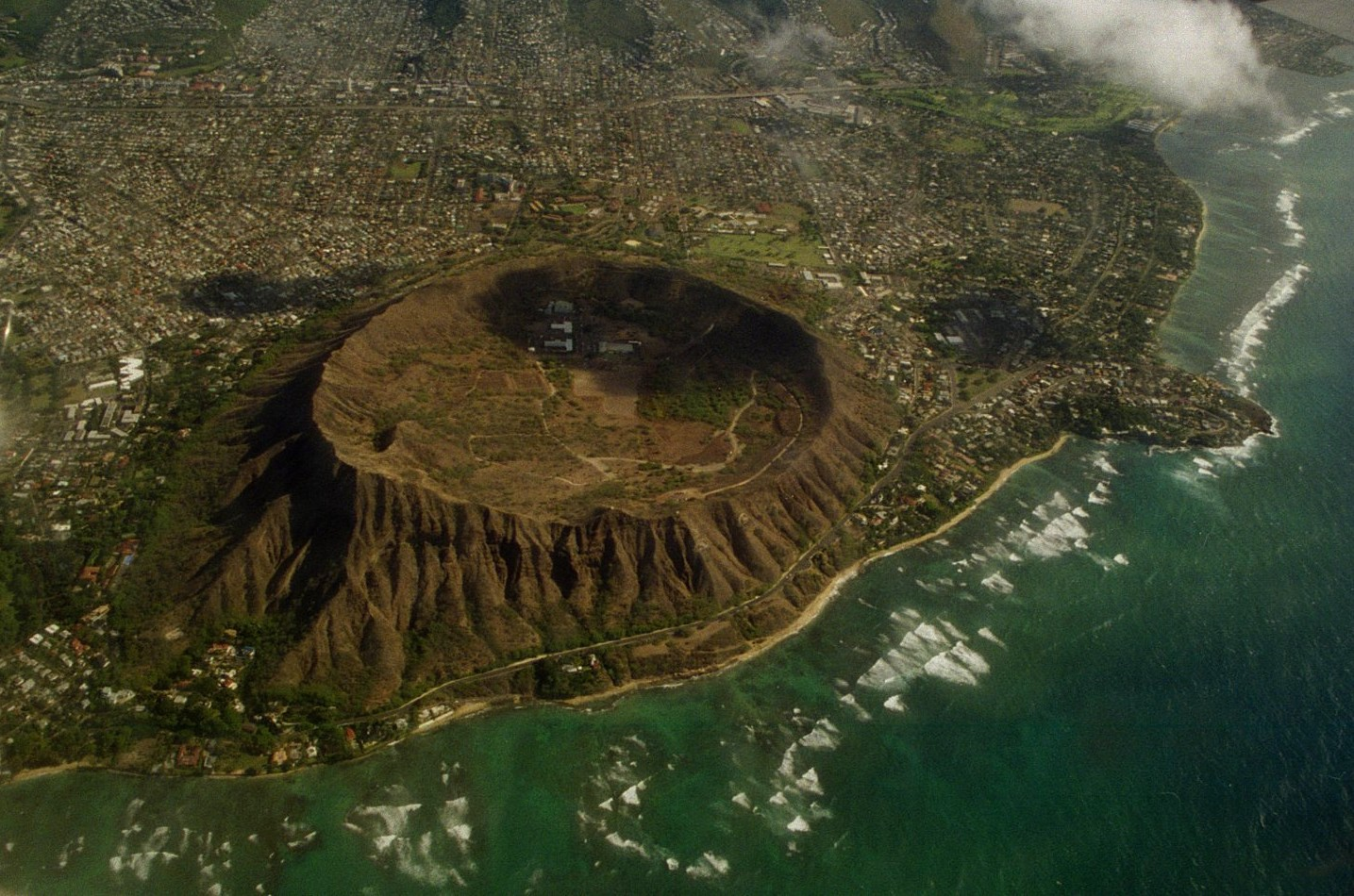
Letecký snímek na tufový prstenec Diamond Head, Havajské ostrovy

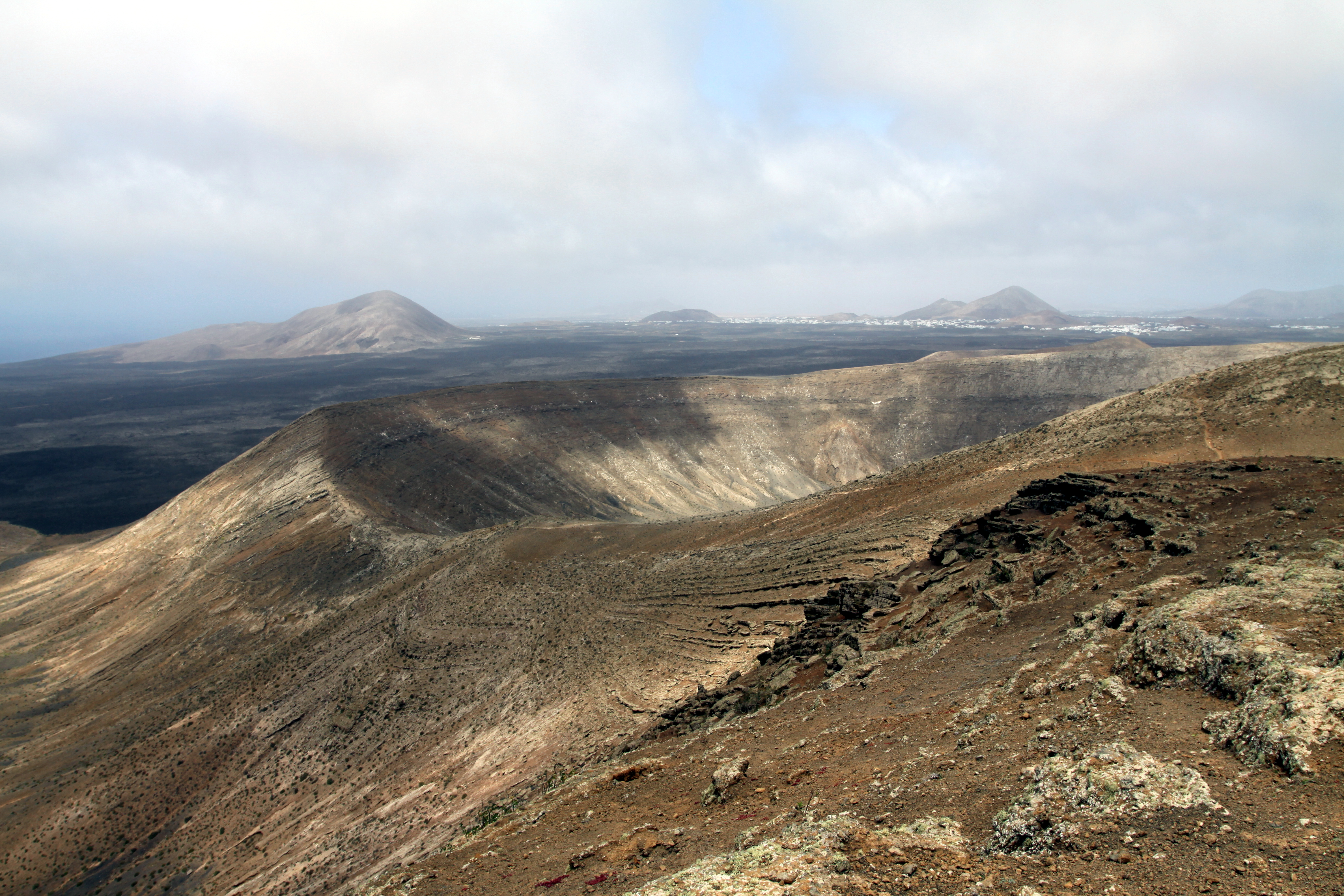
Pohled na tufový prstenec Caldera Blanca na Lanzarote, Kanárské ostrovy

Tufový prstenec je typ malé sopky vznikající jako výsledek interakce vystupujícího magmatu s povrchovou či podpovrchovou vodou v procesu zvaném freatomagmatismus. Během kontaktu vody s magmatem dochází k přeměně vody na páru, její expanzi a následně k explozi. Exploze způsobuje fragmentaci magmatu a vede k následnému vzniku sopečného popela, který je následně ukládán a kompaktován do tufů. Charakteristickým vzhledem této sopky je velká kruhová, ale relativně mělká deprese, která má lehce vystouplé okraje tvořené vyvrženými kusy tufů a podložních hornin. Okraje, většinou nižší než 50 metrů, jsou tvořeny kompaktními uloženinami pyroklastického materiálu často tvořící snadno rozpoznatelné tenké vrstvy. Velikost klastů se většinou pohybuje v rozmezí sopečného popela až lapill. Příbuznými druhy sopek jsou maary a tufové kužele.
Tufové prstence vznikají v oblastech, kde se nachází blízko pod povrchem zdroj podzemní vody, či v mělkých tělesech povrchové vody. V některých případech může dojít k situaci, že se zdroj vody vyčerpá, či je její přívod do místa sopečné erupce přehrazen uloženými pyroklastiky, mechanismus erupce se může změnit z freatomagmatismu na jiný, například výlevný či Strombolského typu. Tufové prstence často vytvářejí rozsáhlá smíšená sopečná pole, ve kterých je možné pozorovat taktéž tufové kužele, maary a sypané kužele.
Charakteristickým příkladem tufových prstenců je Diamond Head ležící na Havajských ostrovech, Caldera Blanca na Lanzarote, či Crater Elegante v Mexiku. Předpokládá se, že tufové prstence by mohly existovat i na Marsu, kde jsou známy na jeho povrchu důkazy výskytu jak tekoucí vody, tak i sopečné činnosti.